# Яманоти Кадзудзи
Яманоти Кадзудзи (яп. 山之内 一次 Ямано:ти Кадзудзи, 12 декабря 1866 — 21 декабря 1932) — японский государственный деятель, министр путей сообщения Японии (1923—1924), генеральный секретарь кабинета министров Японии (1913—1914), губернатор префектур Хоккайдо (1912—1913) и Аомори (1901—1904), член Палаты пэров Японии (1914—1932).

## Биография
Родился как старший сын Яманоти Дзисю, вассала даймё Сацумы. В июле 1890 года окончил Токийский императорский университет. В марте 1899 года стал директором отдела по делам полиции Министерства внутренних дел. В апреле 1901 года назначен губернатором префектуры Аомори. С апреля 1904 года начальник железнодорожного отдела Министерства связи. В январе 1907 года стал директором Южно-Маньчжурской железной дороги, а в апреле назначен заместителем министра путей сообщения. С декабря 1908 года начальник отдела по общим вопросам Министерства путей сообщения, а с июня 1909 года начальник транспортного отдела Министерства путей сообщения. В  апреле 1910 года стал начальником административного отдела Министерства путей сообщения. В декабре 1912 года назначен губернатором префектуры Хоккайдо.
В феврале 1913 года назначен генеральным секретарём Кабинета министров первого правительства Ямамото Гомбэя. 31 марта 1914 года стал членом Палаты пэров Японии. В сентябре 1923 года назначен министром путей сообщения во втором правительстве Ямамото Гомбэя.
Похоронен на кладбище Аояма.

## Семья
Второй сын, Яманоти Дзиро (1898—1980), генерал-майор Императорской армии. Внук, Яманоти Ясуси (1933—2014), японский социолог и историк.

## Награды
- Орден Священного сокровища 4 класса (26 декабря 1903)
- Орден Восходящего солнца 3 класса (1 апреля 1906)